# Xugu (köpinghuvudort i Kina, Hubei Sheng, lat 30,95, long 114,97)
Xugu (kinesiska: 徐古) är en köpinghuvudort i Kina. Den ligger i provinsen Hubei, i den centrala delen av landet, omkring 77 kilometer nordost om provinshuvudstaden Wuhan. Antalet invånare är 31 067. Befolkningen består av 14 863 kvinnor och 16 204 män. Barn under 15 år utgör 14,0 %, vuxna 15-64 år 74 %, och äldre över 65 år 10,0 %.
Runt Xugu är det tätbefolkat, med 591 invånare per kvadratkilometer. Närmaste större samhälle är Xinzhou, 18,5 km sydväst om Xugu. Trakten runt Xugu består till största delen av jordbruksmark.
Genomsnittlig årsnederbörd är 1 868 millimeter. Den regnigaste månaden är juli, med i genomsnitt 305 mm nederbörd, och den torraste är januari, med 48 mm nederbörd.